# Il canto dell'umanità
Il canto dell'umanità è un album del cantautore Dario Baldan Bembo.

## Tracce
1. Il canto dell'umanità
2. Tu cosa fai stasera
3. Piccolo uomo
4. L'autostrada
5. Gabbiani
6. Soleado
7. Amico è
8. Aria
9. Crescendo
10. Non mi lasciare
11. Djamballa
12. Più su
13. Gente del 2000